# Houshenzinus rimosus
Houshenzinus rimosus är en spindelart som beskrevs av Andrei V. Tanasevitch 2006. Houshenzinus rimosus ingår i släktet Houshenzinus och familjen täckvävarspindlar. Inga underarter finns listade i Catalogue of Life.